# Lackawaxen
 (mars 2022).
Lackawaxen est une rivière américaine d'une longueur de 50 km située dans l’État de Pennsylvanie. Elle est un affluent du fleuve Delaware.

## Source de la traduction
- (en) Cet article est partiellement ou en totalité issu de l’article de Wikipédia en anglais intitulé « Lackawaxen River » (voir la liste des auteurs).